# لورتون، کامبریا
لورتون (به انگلیسی: Lorton) یک روستا و محله مدنی در بریتانیا است که در الیردال واقع شده‌است. لورتون ۲۵۶ نفر جمعیت دارد.